# Mircze (gmina)
Pour les articles homonymes, voir Mircze.
Mircze est une gmina rurale (gmina wiejska) du powiat de Hrubieszów, dans la Voïvodie de Lublin, dans l'est de la Pologne, à la frontière avec l'Ukraine.
Son siège administratif (chef-lieu) est le village de Mircze, qui se situe environ 19 kilomètres au sud de Hrubieszów (siège du powiat) et 115 kilomètres au sud-est de la capitale régionale Lublin (capitale de la voïvodie).
La gmina couvre une superficie de 233,82 km2 pour une population de 7 780 habitants en 2006.

## Histoire
De 1975 à 1998, la gmina est attachée administrativement à la voïvodie de Zamość.

Depuis 1999, elle fait partie de la voïvodie de Lublin.

## Géographie
La gmina inclut les villages et localités de :

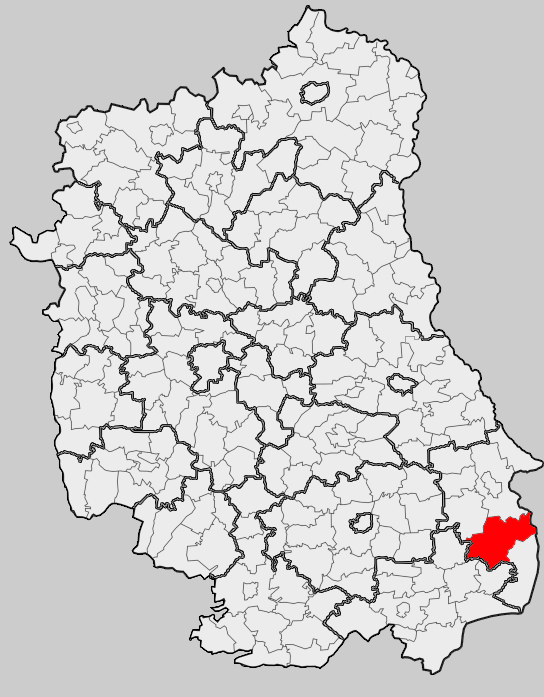
Position de la gmina dans la voïvodie

- Ameryka
- Andrzejówka
- Borsuk
- Dąbrowa
- Górka-Zabłocie
- Kryłów
- Kryłów-Kolonia
- Łasków
- Małków
- Małków-Kolonia
- Marysin
- Miętkie
- Miętkie-Kolonia
- Mircze
- Modryń
- Modryń-Kolonia
- Modryniec
- Mołożów
- Mołożów-Kolonia
- Prehoryłe
- Radostów
- Rulikówka
- Smoligów
- Stara Wieś
- Szychowice
- Tuczapy
- Wereszyn
- Wiszniów

### Gminy voisines
La gmina de Mircze est voisine des gminy suivantes :
- Dołhobyczów
- Hrubieszów
- Łaszczów
- Telatyn
- Tyszowce
- Werbkowice

Elle est également frontalière de l'Ukraine

## Structure du terrain
D'après les données de 2002, la superficie de la commune de Mircze est de 233,82 kilomètres carrés, répartis comme telle :
- terres agricoles : 81 %
- forêts : 13 %

La commune représente 18,42 % de la superficie du powiat.

## Démographie
Données du 30 juin 2004:
| Description        | Total  | Total | Femmes | Femmes | Hommes | Hommes |
| ------------------ | ------ | ----- | ------ | ------ | ------ | ------ |
| Unité              | Nombre | %     | Nombre | %      | Nombre | %      |
| Population         | 7 868  | 100   | 3 960  | 50,3   | 3 908  | 49,7   |
| Densité (hab./km²) | 33,6   | 33,6  | 16,9   | 16,9   | 16,7   | 16,7   |